# Милолюб
Милолюб — деревня в Великолукском районе Псковской области России. Входит в состав сельского поселения «Шелковская волость».
Расположена в центре волости у линии железной дороги Великие Луки — Торопец — Андреаполь, в 19 км к востоку по автодорогам или в 6 км от границы райцентра Великие Луки. В 2 км к северо-востоку находится деревня Заболотье, в 2 км к востоку —  остановочный пункт 297-й км на участке, в 1,5 км к западу — бывший разъезд 302 км, в 2 км к югу — деревня Першино. У самой деревни (севернее) находится новый остановочный пункт 300-й км (Милолюб).
Численность населения деревни по состоянию на 2000 год составляла 3 жителя, на 2010 год — 2 жителя.
В 1891 году в селе Милолюб в семье священника родился Иван Матвеевич Виноградов, выдающийся советский математик. 